# 적룡

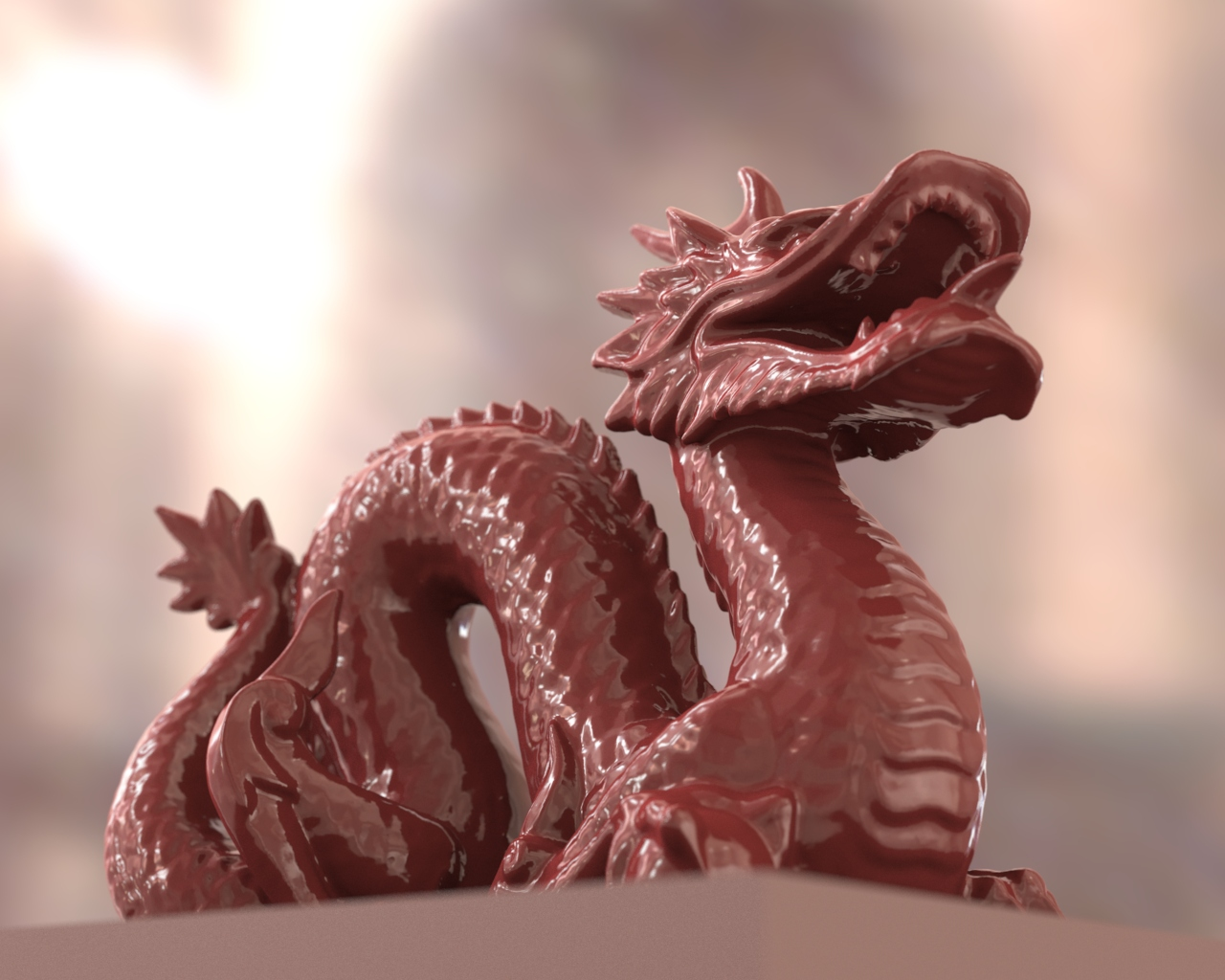
적룡 조각상

적룡

적룡(赤龍)은 고대 중국 등 아시아의 신화에서 등장하는 용의 명칭 중 하나이다. 남방용왕, 홍룡(紅龍)이라고도 불린다. 명칭대로 전신의 비늘이 새빨갛고, 태양이나 화산으로부터 태어났다고 말해지고 있어 입안에서는 작열의 불꽃을 토해낸다.
촉룡은 대표적인 적룡이라고 할 수 있다.
오행 사상에서 빨강은 남쪽 방향을 뜻하기 때문에, 적룡을 주작과 같이 '남방을 수호하는 신성한 용'으로 해석하기도 한다.
도교에서는 적룡을 인격신화하여 남해적룡왕오흠(南海赤龍王敖欽)으로 부른다.
전한을 건국한 유방은 자고 있는 어머니의 몸 위에 적룡이 타는 태몽을 꾼 후에 그가 태어나서, 적룡의 아이라고 하는 이야기도 있다.

## 같이 보기
- 팔대용왕
- 촉룡